# Chiesa di San Pietro in Vincoli (Locana)
La chiesa di San Pietro in Vincoli è la parrocchiale di Locana, in città metropolitana di Torino e diocesi di Ivrea; fa parte della vicaria Castellamontese-Valli Orco e Soana.

## Storia
L'orignaria parrocchiale di Locana, intitolata a san Meinerio, nel 1628 venne rovinata da una frana che provocò gravi danni in tutto il paese.
Sui resti di questo edificio prese avvio nel 1670 la costruzione della nuova chiesa dedicata a san Pietro in Vincoli; il luogo di culto venne portato a compimento nel 1681 e consacrato nel medesimo anno dal vescovo di Ivrea Giacinto Trucchi.
Nel biennio 1939-40 la chiesa fu oggetto di alcuni interventi, tra i quali la posa del nuovo pavimento in graniglia di marmo.
Tra il 2013 e il 2014 si procedette all'esecuzione del restauro della facciata e della risistemazione delle coperture.

## Descrizione

### Esterno
La facciata della chiesa, rivolta a nordovest, presenta centralmente il portale d'ingresso, sormontato dal frontoncino curvilineo spezzato, e sopra tre finestre e un riquadro con una raffigurazione sacra ed è scandita da due lesene, poggianti su alti basamenti e sorreggenti il timpano semicircolare.
Annesso alla parrocchiale è il campanile a base quadrata, che presenta tracce romaniche risalenti al XIV secolo; la cella presenta su ogni lato una monofora a tutto sesto ed è coronata dalla guglia conica.

### Interno
L'interno dell'edificio si compone di tre navate, separate da pilastri sorreggenti degli archi a tutto sesto e abbelliti da lesene, sopra le quali corre la trabeazione modanata e aggettante su cui si imposta la volta a botte; al termine dell'aula si sviluppa il presbiterio, rialzato di alcuni gradini, ospitante l'altare maggiore e chiuso dalla parete di fondo piatta, sulla quale si affacciano due finestre e un oculo.